# Philharmonia Orchestra
Das Philharmonia Orchestra ist ein Sinfonieorchester in London. Im Lauf seiner Geschichte wechselte es mehrfach den Namen.
Nachdem der EMI-Produzent Walter Legge im Zweiten Weltkrieg die seiner Meinung nach besten Musiker des Vereinigten Königreichs zusammengesucht hatte, gründete er 1945 das Philharmonia Orchestra als reines Schallplattenorchester. Seine „Erziehung“ legte er in die Hände Herbert von Karajans.
1964 gab EMI bekannt, das Orchester nicht mehr weiter finanzieren zu wollen. Die Orchestermusiker schlossen sich daraufhin als privatrechtlicher Verein zusammen und begannen auch Konzerte zu veranstalten. Da sich der Dirigent Ling Tung den Namen Philharmonia Orchestra Camden für ein Orchester in New Jersey hatte rechtlich schützen lassen, fürchteten die Musiker rechtliche Schwierigkeiten wegen der Verwendung des bisherigen Namens und nannten sich zunächst New Philharmonia Orchestra. 1977 kehrte das Orchester zum ursprünglichen Namen zurück, ab 1988 hieß es einfach The Philharmonia. Seit 2000 tritt das Orchester wieder als Philharmonia Orchestra in Erscheinung und hat den Namen in einer Wortmarke (s. Abb.) manifestiert.
Das Philharmonia Orchestra veröffentlichte mehr als 1.000 CD- und Schallplattenaufnahmen. Seit 1995 ist die Royal Festival Hall feste Spielstätte des Orchesters.
Mit Beginn der Saison 2008/09 übernahm Esa-Pekka Salonen den Posten des Chefdirigenten. Zur Reihe der Ehrendirigenten zählen Wladimir Aschkenasi (2000–2020) und Christoph von Dohnányi (seit 2008, auf Lebenszeit). Die Komponistin Unsuk Chin war von 2011 bis 2020 künstlerische Leiterin der Neuen-Musik-Reihe des Orchesters „Music of Today“. Im Mai 2019 gab das Orchester bekannt, dass der Finne Santtu-Matias Rouvali ab 2021 das Amt des Chefdirigenten übernimmt, ausgestattet mit einem Fünfjahresvertrag.

## Chefdirigenten
- Otto Klemperer (1959–1973)
- Riccardo Muti (1973–1982)
- Giuseppe Sinopoli (1984–1997)
- Christoph von Dohnányi (1997–2008)
- Esa-Pekka Salonen (2008–2021)
- Santtu-Matias Rouvali (seit 2021)